# Revolución: El cruce de los Andes
Revolución: El cruce de los Andes es una película argentina histórica-épica de 2010 coescrita y dirigida por Leandro Ipiña y protagonizada por Rodrigo de la Serna, Juan Ciancio, León Dogodny y Lautaro Delgado. Relata la epopeya realizada por el General José de San Martín cuando cruzó la cordillera de los Andes con su ejército a mediados de 1817, y el combate que siguió contra el Ejército Realista en América.
Tuvo un preestreno en 2010, con motivo del bicentenario de Argentina, y con el título San Martín: El cruce de los Andes. Se estrenó comercialmente el 7 de abril de 2011. El rodaje estuvo a cargo de Canal 7, el Canal Encuentro y el INCAA.

## Sinopsis
Durante el siglo XIX, en plena guerra de independencia hispanoamericana, un joven de 15 años llamado Manuel Corvalán decide abandonar a su familia de clase alta y soportar ser desheredado por su padre para unirse así al recién formado Ejército de los Andes, comandado por el General José de San Martín. Corvalán es elegido como el encargado de redactar las cartas que San Martín envía al Director supremo de las Provincias Unidas del Río de la Plata, Juan Martín de Pueyrredón, así como de llevar los planos del recorrido que el Ejército realizará a través de la Cordillera de los Andes. Corvalán acompaña a San Martín en el Cruce de los Andes y la batalla de Chacabuco, la cual cambiará su vida para siempre.
Al mismo tiempo, la historia sigue a San Martín en sus preparativos preliminares al cruce y la batalla, y en sus instancias más privadas, cuando es atacado por el dolor de una úlcera y cuando habla con su esposa María de los Remedios de Escalada. La narración refleja sus pensamientos y sus dudas, así como su decisión inamovible de avanzar con todo lo que esté a su disposición contra los Realistas, al igual que su firmeza al buscar la concreción no sólo de la Independencia de Latinoamérica, sino además la unión de los pueblos que la componen.

## Reparto
- Rodrigo de la Serna ... José de San Martín
- Juan Ciancio ... Manuel Corvalán (niño)
  - León Dogodny ... Manuel Corvalán (anciano)
- Lautaro Delgado ... Periodista
- Victor Hugo Carrizo ... Villagrán
- Pablo Ribba ... Fray Aldao
- Alberto Morle ... Sargento Blanco
- Guillermo Kuchen ... Mayor Luna
- Alberto Ajaka ... Álvarez Condarco
- Matías Marmorato ... Fray García
- Abel Ezequiel Arabales ... Chasqui
- Martín Rodríguez ... Miguel Soler
- Corina Romero ... Patrona de la pensión
- Javier Olivera ... Bernardo O’Higgins
- Alfredo Castellani ... Padre Corvalán
- Anita Gutiérrez ... Remedios de Escalada
- Lucrecia Oviedo ... Señora de Corvalán (Padre)
- Juan Carlos Gené ... Narrador

## Producción

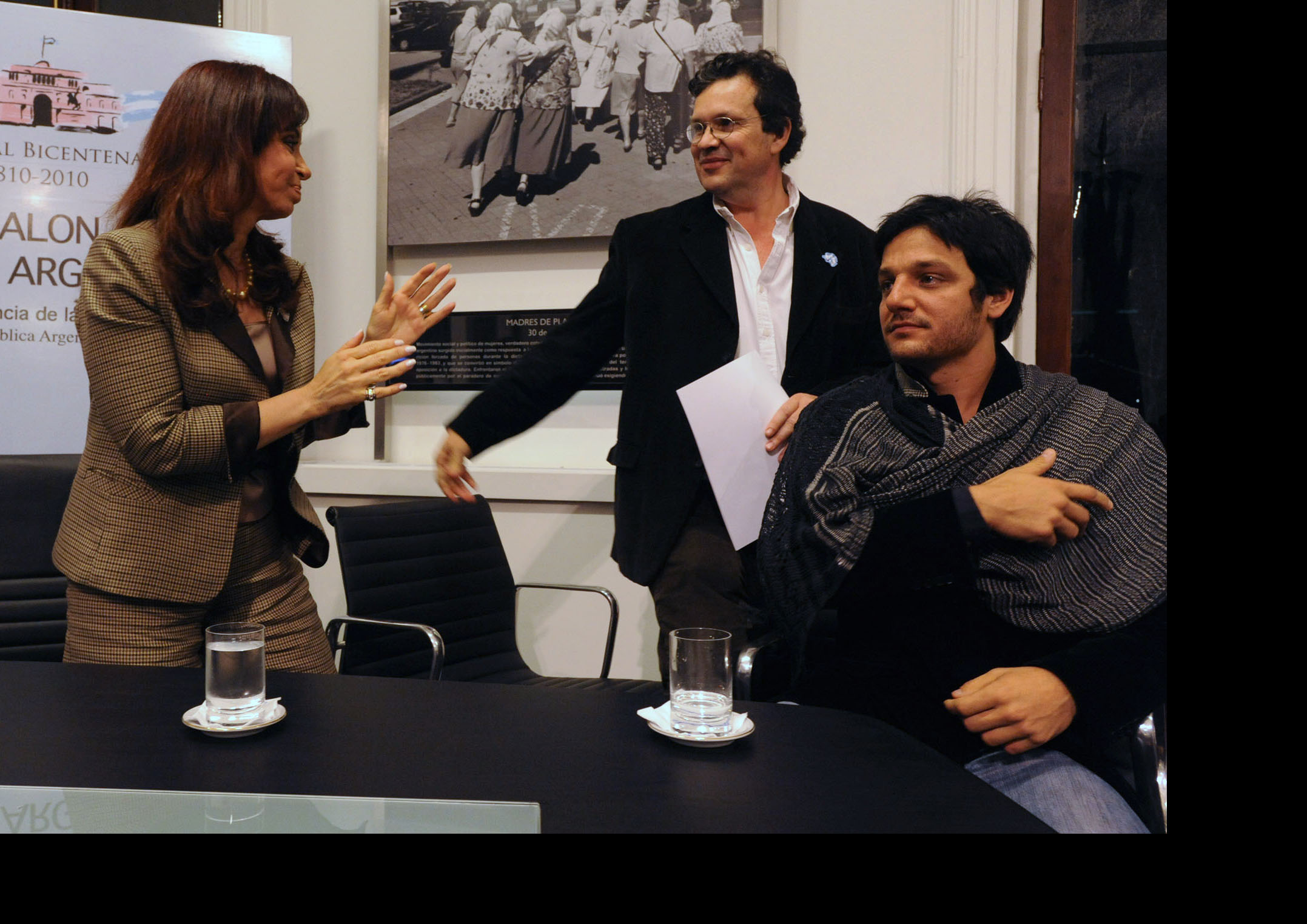
La presidenta Cristina Fernández de Kirchner junto al director del Sistema Nacional de Medios, Tristán Bauer, y el actor Rodrigo de la Serna, durante la presentación oficial del film

La producción de la película se anunció en la Casa Rosada, en el Salón de Mujeres Argentinas del Bicentenario, con la presencia de la Presidenta Cristina Fernández de Kirchner, el exgobernador de la provincia de San Juan, José Luis Gioja; el Ministro de Educación, Juan Carlos Tedesco, el director del Sistema Nacional de Medios Públicos, Tristán Bauer, y el actor Rodrigo de la Serna.
La presidenta afirmó durante la presentación oficial del film: "este es un momento muy especial para todos, porque encarar desde la televisión pública el Cruce de los Andes es algo más que recordar un hito histórico en la lucha por la emancipación". La Presidenta también indicó que la película resaltaría las facetas humanas del prócer, y sostuvo sobre el mismo que "si San Martín hubiera escuchado a las voces que dicen que nada se puede hacer, que todo es imposible, todavía estaría en Mendoza y nosotros seríamos súbditos del Rey de España".
La mayoría de las escenas se rodaron en Barreal, un pueblo de montaña ubicado al sudeste de San Juan, en el Valle de Calingasta.

## Recepción
Revolución: El cruce de los Andes obtuvo mayormente críticas positivas. En una recopilación de las críticas del film en el sitio de reseñas Todas Las Críticas, éste alcanzó un porcentaje de aprobación de 68%, de un total de 27 críticas.

## Premios
Academia de las Artes y las Ciencias de Argentina (2011)
- Premio de la Academia Argentina: Mejor Diseño de Vestuario - Julio Suárez
- Premio de la Academia Argentina: Mejor Maquillaje - Mirta Blanco